# Kustlabb
Uppslagsordet ”Labb” leder hit. Se även laboratorium och laboration. För familjen Stercorariidae, se labbar.
Kustlabb (Stercorarius parasiticus) är en fågel i familjen labbar.

## Utseende och läte

### Utseende
Kustlabben ser ungefär ut som en mörk spetsvingad fiskmås och har en snabb och falklik flykt. Den har smala, ganska långa vingar med ett vingspann på 100–115 centimeter. Fågeln mäter 37–42 centimeter och utöver detta har de adulta fåglarna i häckningsdräkt förlängda centrala stjärtpennor som sticker ut som ett fem till 8,5 centimeter långt spetsigt spröt på stjärten. Den väger 330–610 gram.
Kustlabben förekommer i mörk-, ljus- eller mellanfas, så kallade morfer vilket resulterar i olika mörkfärgade fjäderdräkter hos individerna. Huvudet är ovan och på sidorna svartaktigt och övre kroppsdelarna mörkbruna. Undersidan är antingen brunt askgrå eller vit, med gul anstrykning på halsens sidor. Hand- och stjärtpennor är svarta och ljusare mot basen. Näbben är blåaktig vid roten och svart vid spetsen, och benen är svarta hos adult och blågrå hos juveniler. 
I juvenil dräkt har den i alla faser en varm brun grundton, från sandfärgad över rödbrun till mörkbrun. På undersidan av den i övrigt svarta vingen syns i alla dräkter en tydlig vit kil på de yttre handpennorna. På ovansidan av vingen syns en liknande vit kil, fast främst hos juvenilerna.

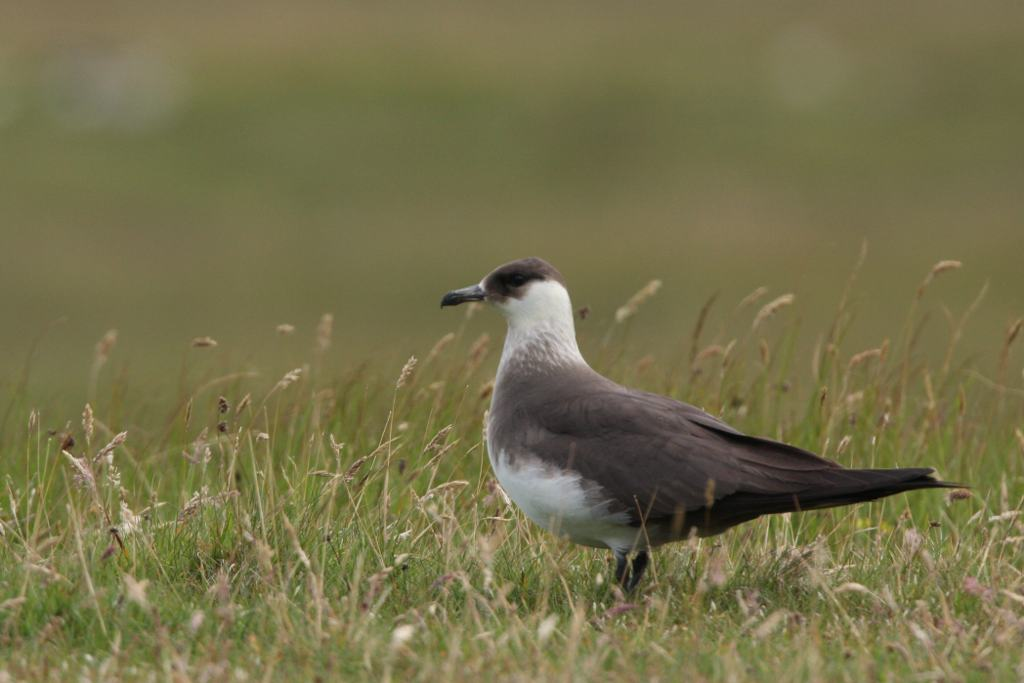
Adult i häckningsdräkt, ljus fas.
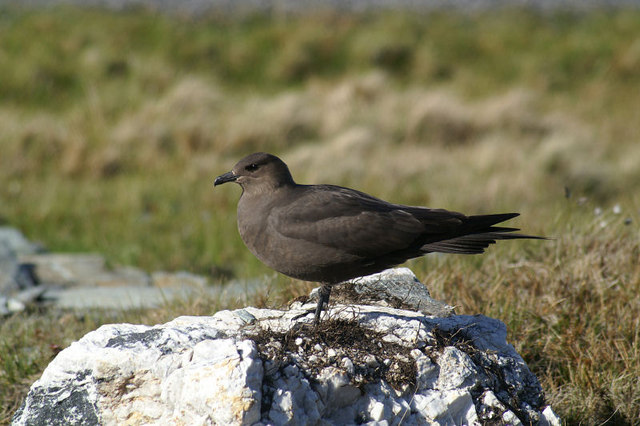
Adult i häckningsdräkt, mörk fas.
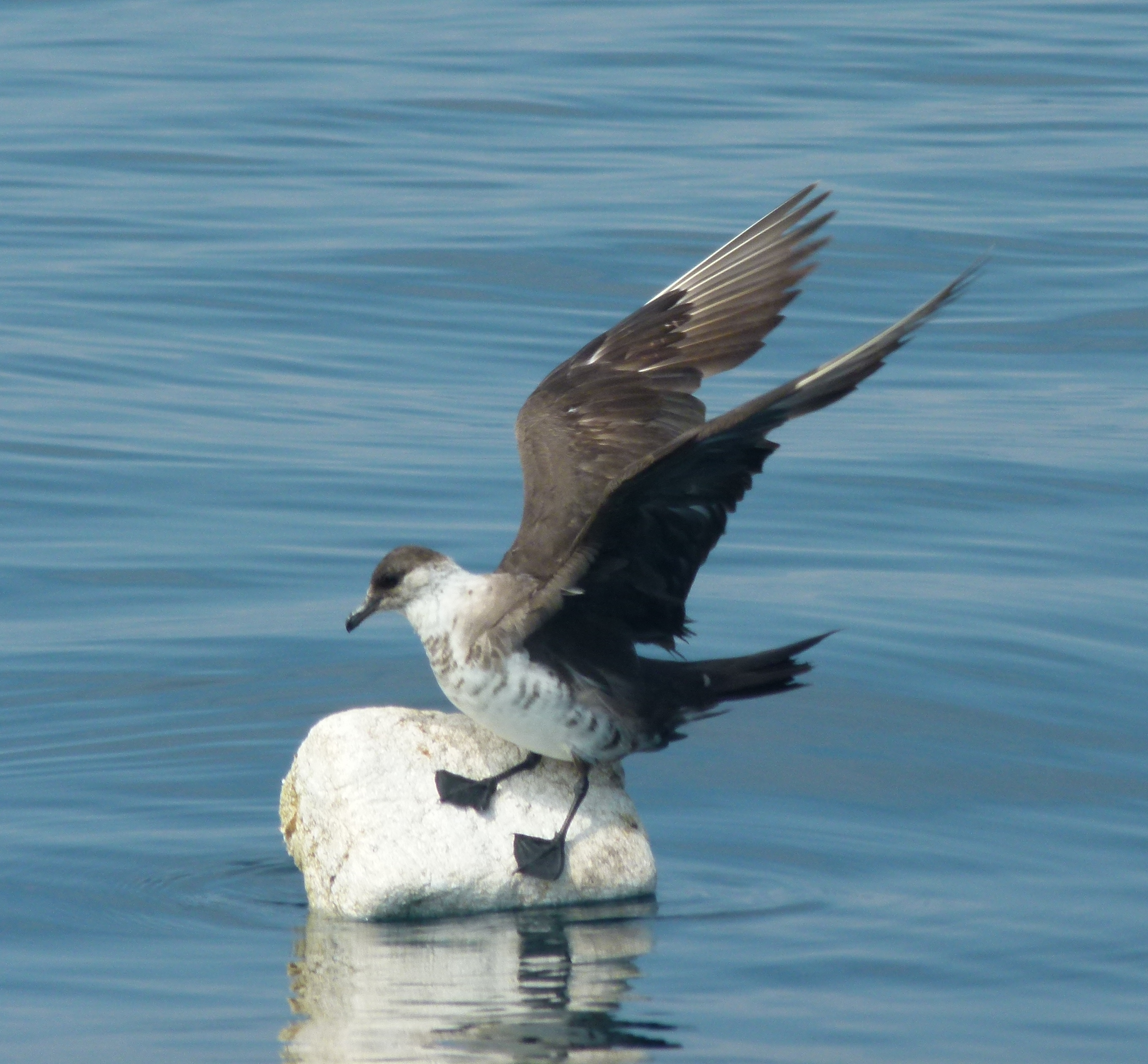
Juvenil, ljus fas.
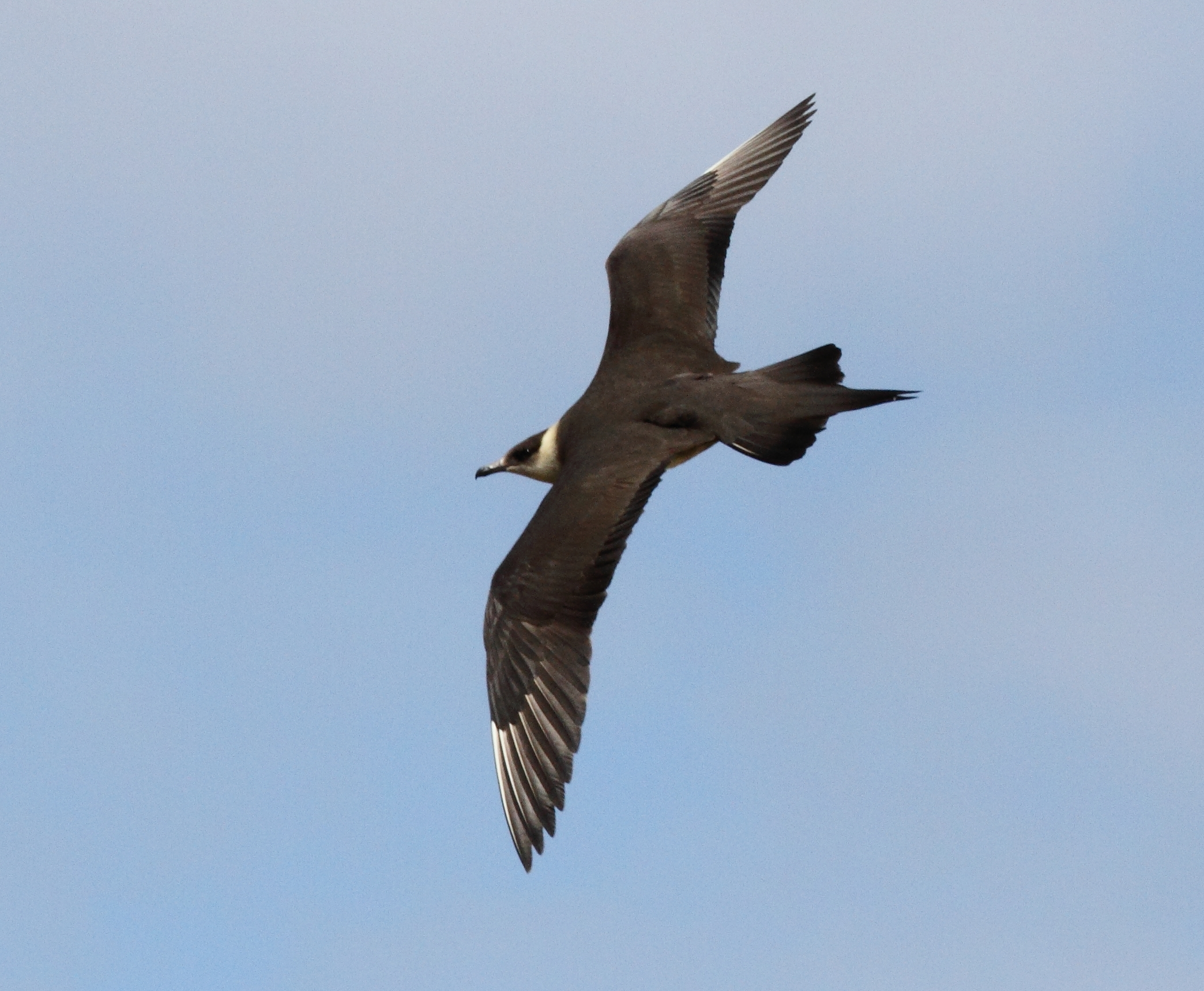
Adult, ljus fas

### Läte
Vanligaste lätet är ett jamande "äh-glå" som upprepas under spelet. Även korta "pjy!" kan höras som irritationsläten. Korta "gack!" hörs annars när den varnar.

## Utbredning

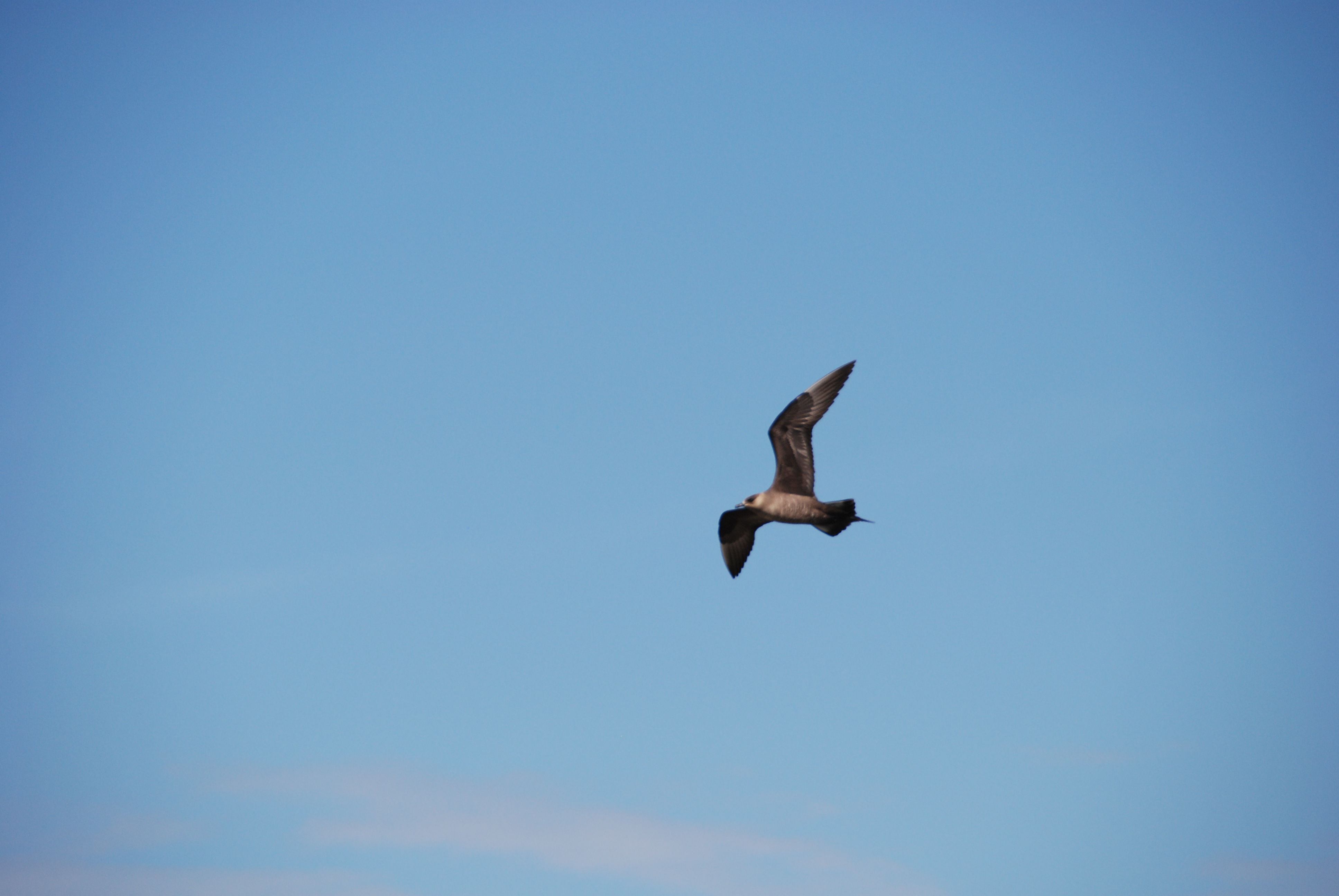
Kustlabb, adult mellanfas i häckningsdräkt. Notera den ljusa kilen på vingundersidan och det spetsiga stjärtsprötet.

Kustlabben förekommer cirkumpolärt och dess utbredningsområde omfattar Norra ishavets samt norra Atlantens kuster och öar. Den häckar vid Alaskas, Kanadas, Grönlands, Islands, Norges, Sveriges, Finlands, och Rysslands kuster, på tundran i norra Kanada och norra Ryssland, samt i norra Storbritannien och på Färöarna.
Arten är en långflyttare som tillbringar vinterhalvåret pelagiskt. Huvudområdena under vintern är haven utanför Sydamerika, Västafrika och östra Australien. Ett mindre antal övervintrar i Medelhavet.

## Ekologi
I flykten glider kustlabben ofta långsamt likt en falk och flaxar med lugna tag. Vid kraftigare vind kantrar den och flyger i vida bågar likt en lira tätt över vågorna.

### Häckning och biotop

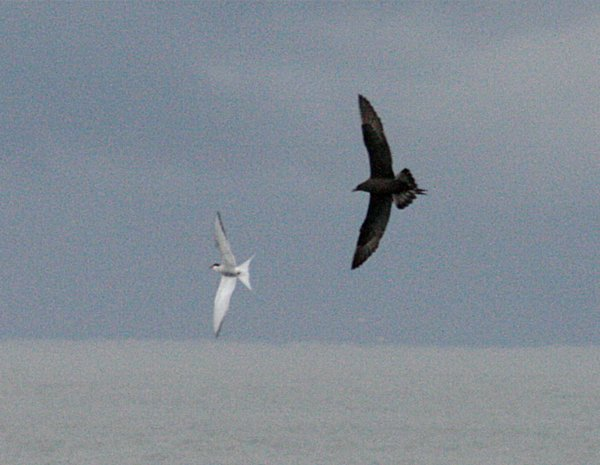
En kustlabb, mörk fas, mobbar en fisktärna för att få den att spy upp sitt byte.

Kustlabben häckar på öppen torr tundra, men även fuktigare områden nära floder och sjöar, på kusthedar och på karga klippiga öar och kustlinjer. Utanför häckningstid lever den i kustområden eller långt ute till havs och kustlabben tenderar att förekomma närmre kusten än andra labbar. Den observeras sällan över land, men det kan ske under flytten eller efter extrema väderleksförhållanden som tyfoner och liknande.

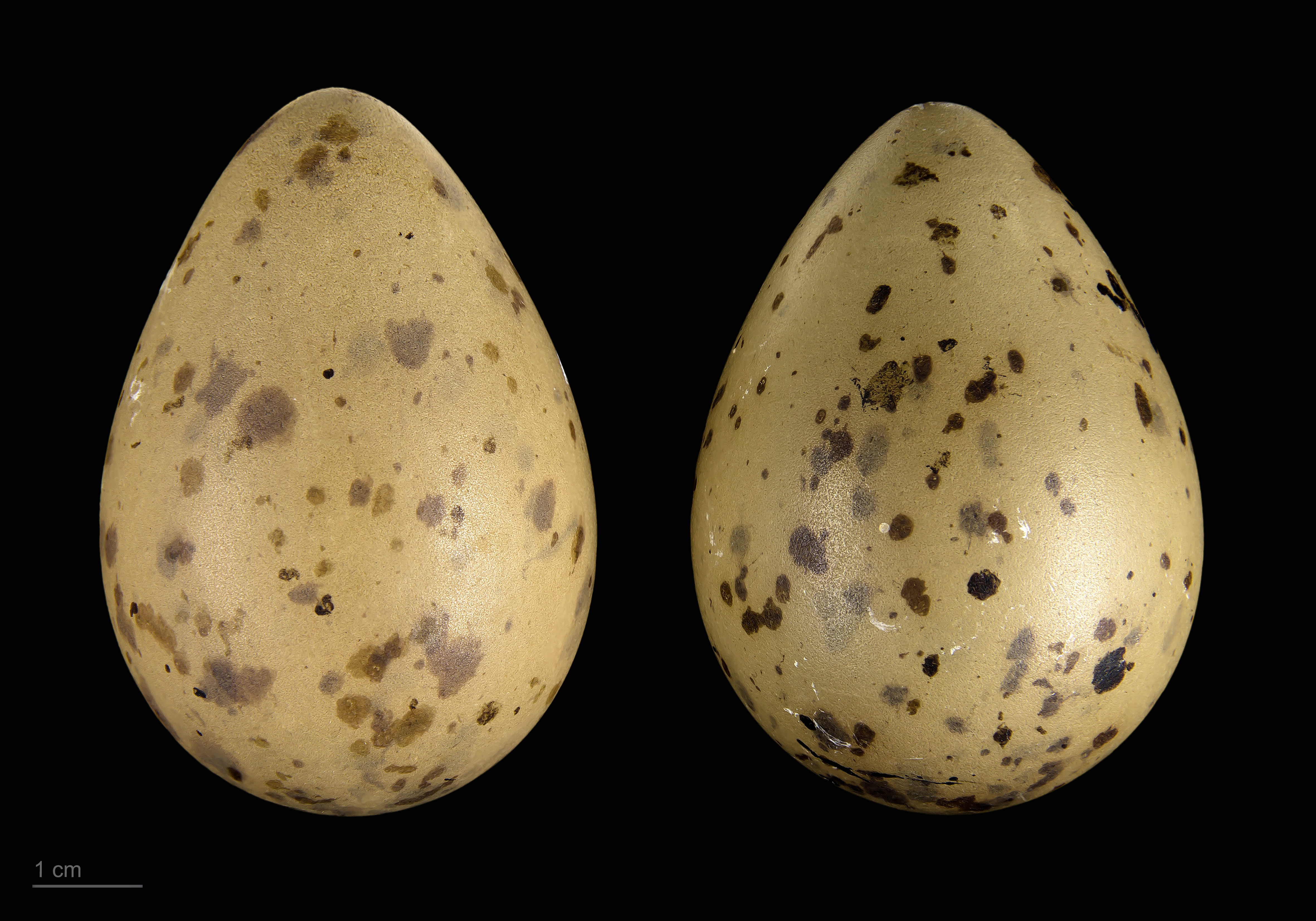
Ägg av kustlabb.

På vissa platser med goda häckningsförutsättningar förekommer kolonier av kustlabb. Den lägger vanligtvis de ett till två äggen (kullar med upp till fyra förekommer) i en grund fördjupning direkt på marken eller i ett övergivet måsbo. Äggen, som ruvas i 24–28 dygn, är päronformade, oftast med brungrönaktig grundfärg och med bruna fläckar. Dunungarna lämnar boet direkt och tas om hand av båda föräldrarna. Staav och Fransson (1991) hävdar att de blir flygga efter 25–30 dygn medan Wahlberg (1993) menar att de blir flygga först efter 42 dygn. Ofta överlever bara en unge; föräldrarna lägger bara en kull per häckningssäsong. Juvenilerna flyttar före de adulta fåglarna. De lever sina första år till havs och häckar första gången vid fyra till fem års ålder.

### Föda
Som andra labbar lever kustlabben bland annat av kleptoparasitism och förföljer måsar och tärnor för att få dem att spy upp krävans innehåll eller släppa ett byte, som labben sedan fångar i flykten. Under häckningsperioden jagar paret ofta tillsammans. Deras föda består mest av fisk, men de tar även fåglar som vadare, alkor och andra mindre havslevande fåglar. På häckningsplatserna tar de även smågnagare och ibland insekter och bär.

## Kustlabben och människan

### Status och hot
Kustlabben har ett mycket stort utbredningsområde och en mycket stor global population. En grov uppskattning ger att den globala populationen består av 500 000–10 000 000 individer. Dess utvecklingstrend bedöms som stabil varför Birdlife International kategoriserar arten som livskraftig (LC).
Sedan 2015 upptas kustlabb på svenska Artdatabankens rödlista som nära hotad (NT). Beståndet uppskattas till mellan 900 och 1 340 häckande individer.

### Folktro och namn
När labben nämns i äldre texter kan det vara svårt att avgöra vilken art det rör sig om. Den har haft en rad lokala namn och har ofta betraktats som en mörk trut eller mås. Linné skrev så här om labben i en text från hans resa till Västergötland 1746:
| ”                                            | Elof kallades här den svartaktiga fiskmåsen, som icke själv kan slå ned i sjön att fånga fisk, utan endast är skapad till rövare bland fiskmåsarna. Man såg med nöje huru denna kosacken förföljde de andra fiskmåsarna så snart de fått någon fisk, [...] fiskmåsen måste spy ut den fisk han fiskat och redan inpackat. [...] Denna egenskapen att lätt vomera har skaparen använt att uppehålla vår elofske familj; ty som fiskmåsarna ofta fiska mer än de böra, så hava de också väl råd, att giva skatt åt Svartlasse; men däremot har naturen likväl så lagat, att denna labben ej allt för mycket får öka sig, varföre han ock är den raraste av alla måsarna. Härtill kommer, att denna struntjagaren icke är mycket delikat; ty undertiden måste fiskmåsarna, då de ej hava något på torget, öppna bakporten, och kasta för honom skämder mat, vilken han ock håller till godo. Svartlasse är mycket vig, så att han alltid tager maten i luften, då han kastas åt honom av måsen. Han är ej eller blyg, ty då fiskarena ser honom och ropa Elof Elof, samt med utsträckt arm uppvisa för honom en liten fisk, kommer Elof flygandes åt båten och tager lyran, så snart fisken kastas. Elof håller sig alltid där, som mest vankar, och helst vistas vid fiskelekar, där dageligt bröllop med lek och dans hållas; varför ångermanlänningen ej gärna ser att han skjutes; ty han visar med sitt flygande varest strömmingen håller sig under vattnet. | „ |
| – Carl von Linné (16 juli 1746) Västgötaresa | |   |

Precis som Linné menade Nils Gissler också att labben försvarades av fiskare och han skrev i sin text Anmärkningar om Labben från 17 november 1753 att "När Labben saknas alldeles, blir svagt år för Fiskaren, derföre är ej underligt, att han är för Fiskaren kärkommen och försvaras, när någon vill fånga honom."
Labben har också beskrivits i ordalag som "glupsk", "buse" och "tjuvaktig", främst på grund av sin vana att attackera andra måsfåglar för att få dem att spy upp sin mat, men även för att den ansetts utgöra en konkurrent om jaktbyten. Den har till och med anklagats vara så glupsk att den äter upp sina egna ungar.
Utöver benämningarna elof, svartlasse och labbe finns också från denna tiden namnet labbhirar nedskrivet av Olof Broman 1733. Enligt Hansson kallades labben för elefven i norra Bohuslän i slutet av 1800-talet.
Namnet labb refererar till dess sätt att röra sig på marken. Dialektalt har labba betytt att "röra sig tungt och ovigt". Antagandet att det är därifrån namnet kommer förstärks av Bromans benämning labbhirar då detta skulle vara ett förhållandevis tautologiskt namn då hira dialektalt i Sverige betyder "vackla hit och dit" eller "ragla", och på isländska betyder det "söla med". Andra namn är spetsstjärtad labb, spetslabb och struntjager .
Fram till 2008 var det officiella trivialnamnet bara labb då det ändrades till kustlabb.